# 刀晓勤
刀晓勤（1963年7月—），云南景洪人，傣族，无党派人士。中华人民共和国政治人物、第十三届全国人民代表大会云南省代表。

## 生平
2018年，刀晓勤被选为云南省出席第十三届全国人民代表大会代表。